# 남한강

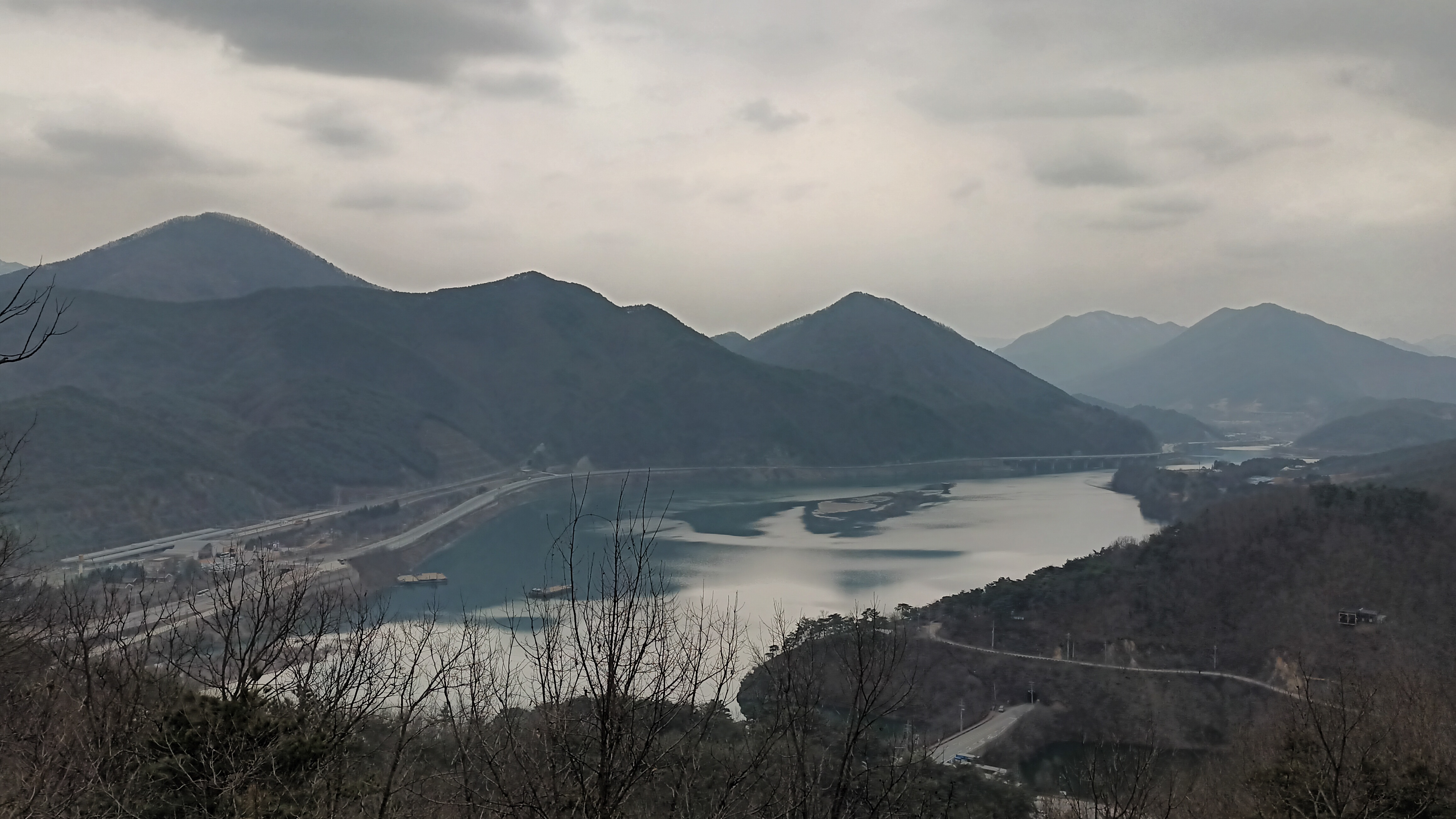
단양군의 남한강과 단양역

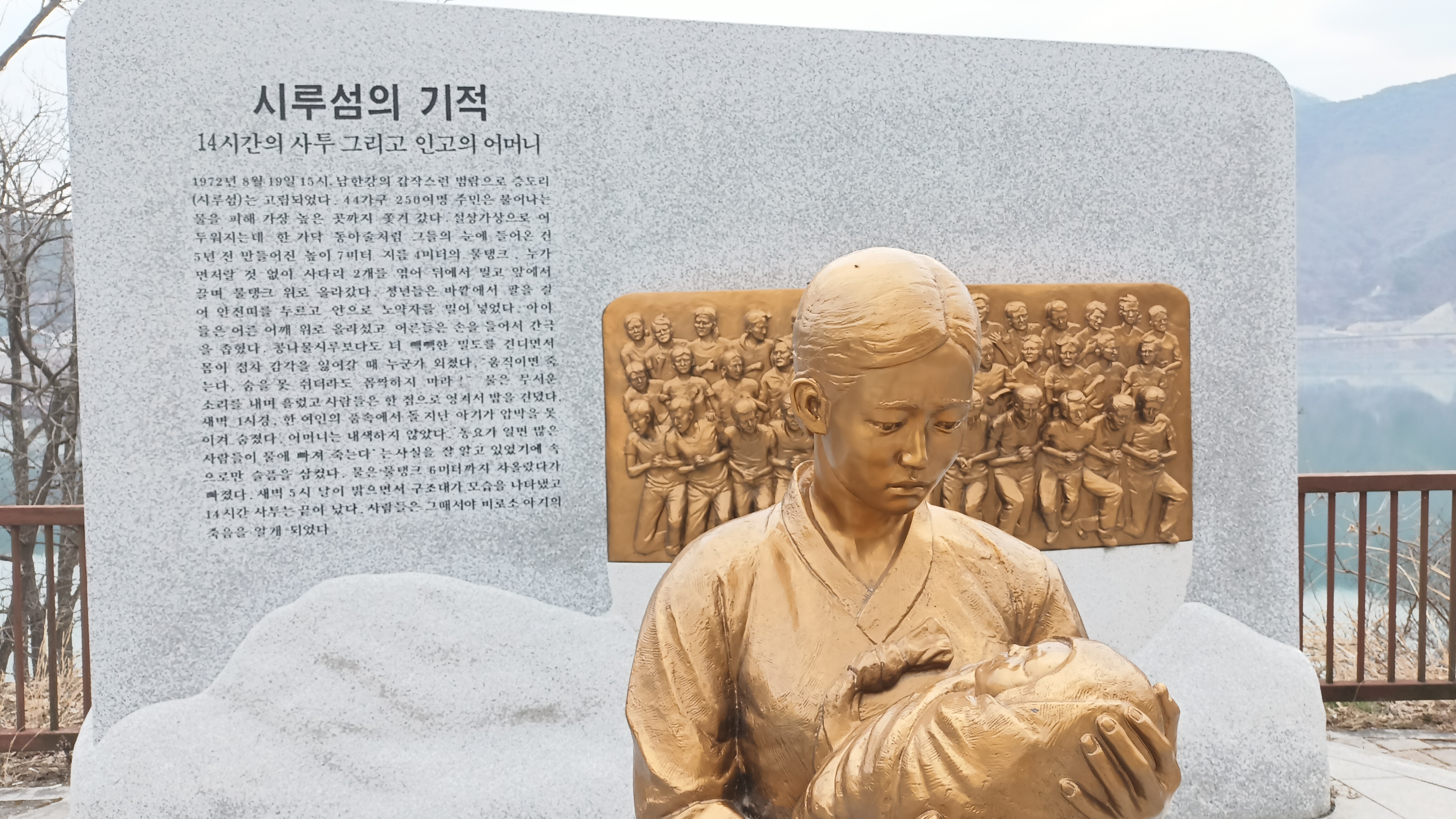
단양군 남한강 시루섬의 기적

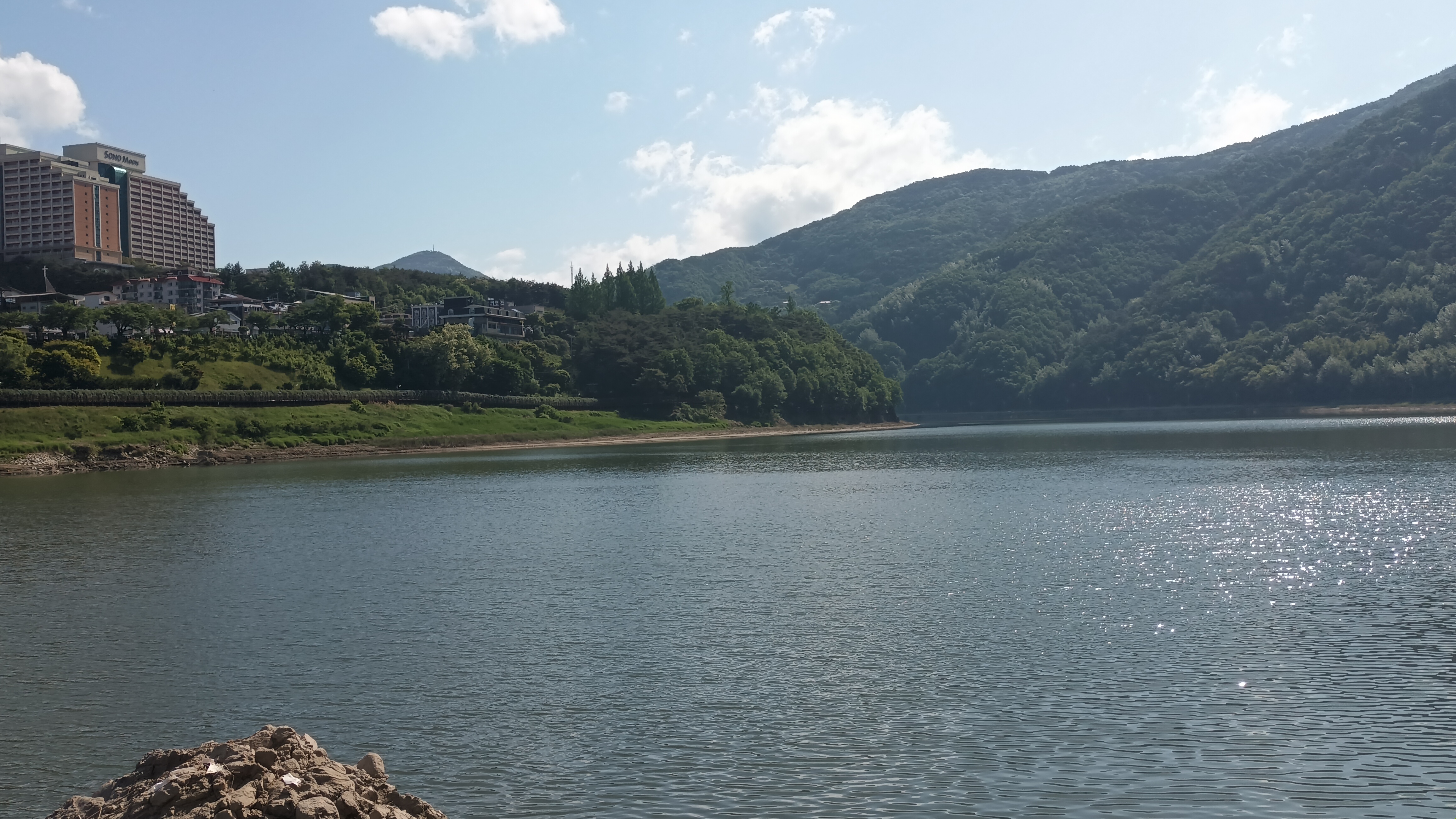
단양군 단양읍의 한강

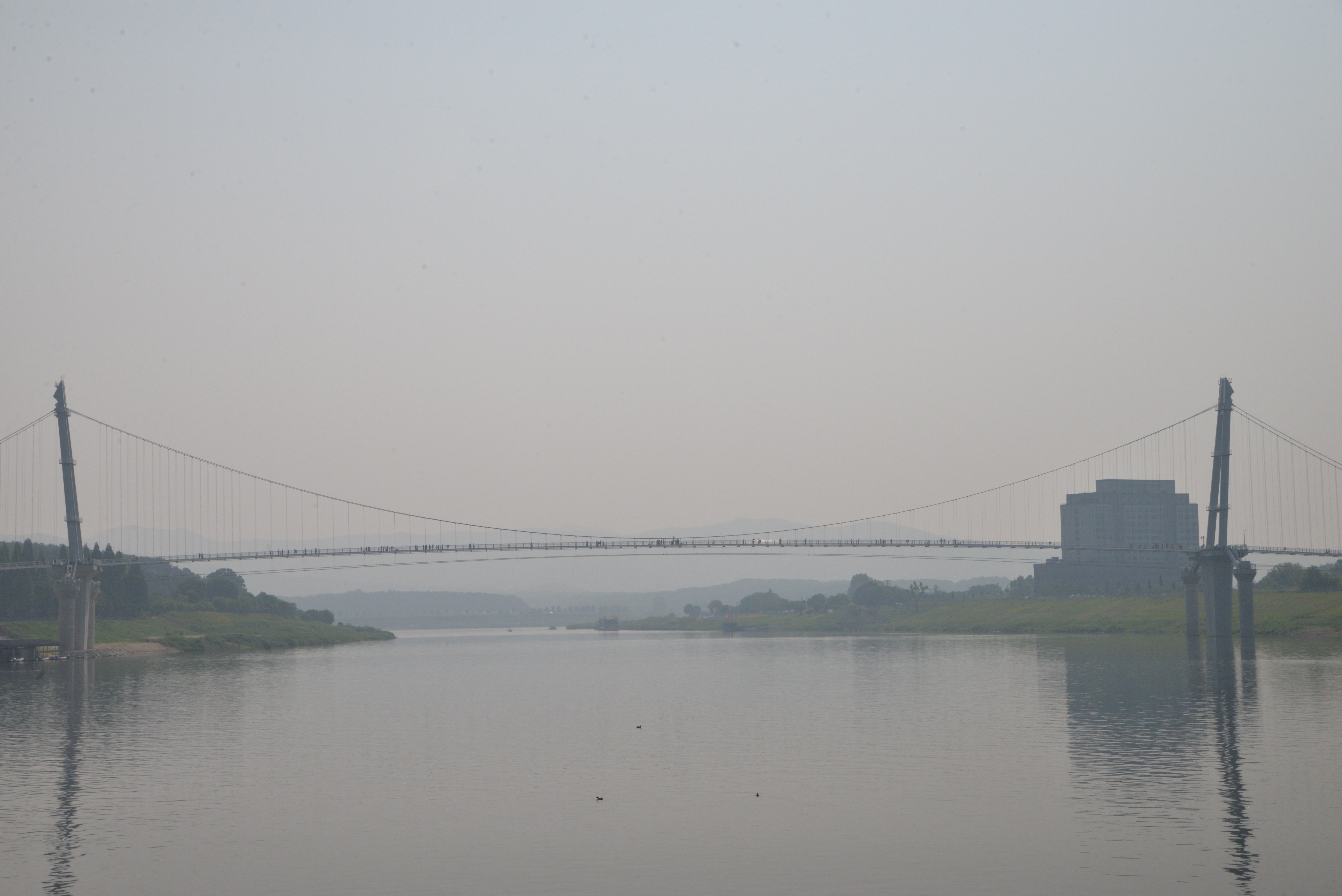
여주시내를 지나는 남한강

남한강(南漢江, Namhan River)은 대한민국 중부 지역을 흐르는 강이며 한강의 본류 중 평창강의 합류지점부터 경기도 양평군 양서면 양수리까지의 구간을 뜻한다.

## 남한강의 지류
남한강은 한강의 본류이다. 북한강과의 합류 이전의 주요 지류는 다음과 같다.
- 골지천(한강(남한강)의 발원천이다)
  - 임계천
  - 송천
- 오대천
- 어천
- 지장천
- 석향천
- 평창강
  - 속사천
  - 흥정천
  - 대화천
  - 계촌천
  - 주천강
  - 쌍용천
  - 문곡천
- 옥동천
- 어곡천
- 매포천
- 죽령천
- 단양천
- 제천천
  - 장평천
  - 원서천
- 광천
- 동달천
- 달천*
  - 음성천
  - 요도천
- 한포천
- 섬강*
  - 금계천
  - 전천
- 원주천
  - 일리천
  - 서곡천
- 청미천*
- 금당천
- 양화천
- 복하천*
- 흑천
- 북한강*

* 국가하천으로 지정된 남한강의 지류
1. ↑  한강 문서를 참조